# David i Golijati (muzička grupa)
David i Golijati je srpska muzička grupa iz Beograda. Zvuk karakteriše mešavina pank roka i hevi metala, dok su tekstovi satira na današnje društvo i aktuelne teme iz svakodnevnog života.
Grupa je osnovan krajem juna 2023. godine, prvobitno kao solo projekat pevača i gitariste Davida Miloševića iz grupe Kulise. U julu 2023. godine, bend je snimio prva dva demo snimka za pesme ''Danas nije moj dan'' i ''Prigovor'' u studiju Mašina 23 u Beogradu. Neki od značajnih nastupa su Gitarijada u Velikom Gradištu, finale Gitarijade u Zaječaru, kao i u klubu Kuglaš u Beogradu. Novembra 2023. David i Golijati su objavili svoj prvi zvanični EP Sila, masa, ubrzanje pod svojom nezavisnom eitketom Golijat produkcija. Nastupali su zajedno sa brojnim popularnim bendovima poput Goatmare & The Hellspades, Jorgovani, Atheist Rap i Seljačka buna. Aprila 2024. organizuju mini prolećnu turneju u par gradova koja traje do maja. 18. jula 2024. su nastupali na Wind Rock Festu u Vršcu i to je ujedno bio i njihov poslednji takmičarski nastup.
3. oktobra 2024. godine izlazi njihov prvi studijski album pod nazivom "Pobuna" nakon čega sledi turneja širom Srbije.

## Članovi

### Sadašnji
- David Milošević[6] — glavni vokal, ritam gitara
- Vuk Uskoković — solo gitara, prateći vokal
- Vladimir Krstić — bas gitara, prateći vokal
- Vojislav Šćekić — bubanj, prateći vokal

## Diskografija

### EP
- Sila, masa, ubrzanje[7][8][9] (2023)

Studijski albumi
- Pobuna[10] (2024)

## Spoljašnje veze
- David i Golijati na sajtu Facebook
- David i Golijati na sajtu Instagram
- David i Golijati na sajtu YouTube
- David i Golijati na sajtu Spotify
- David i Golijati na sajtu Apple Music
- David i Golijati na sajtu Deezer
- David i Golijati na sajtu iTunes
- David i Golijati na sajtu Tidal